# الحيوانات (فلم 2019)
هو فيلم كوميدي درامي لعام 2019 من إخراج صوفي هايد، بطولة هوليداي غرينجر وأليا شوكت. تم عرضه في فئة العروض الأولى في مهرجان صندانس السينمائي لعام 2019.
تم عرضه في فئة العروض الأولى في مهرجان صندانس السينمائي لعام 2019.اقتبس من رواية إيما جين أونسورث لعام 2014 التي تحمل نفس الاسم، قصة الفيلم أفضل الأصدقاء لورا وتايلر الذين يخضعون في نمط حياتهم للتدقيق تمامم.

## روابط خارجية
- مقالات تستعمل روابط فنية بلا صلة مع ويكي بيانات